# Begegnung des Schicksals
Begegnung des Schicksals (engl. Random Hearts) ist ein US-amerikanisches Filmdrama aus dem Jahr 1999. Die Regie führte Sydney Pollack, das Drehbuch schrieben Kurt Luedtke und Darryl Ponicsan anhand eines Romans von Warren Adler. Die Hauptrollen spielten Harrison Ford und Kristin Scott Thomas.

## Handlung
Die Ehefrau des in Washington, D.C. tätigen Polizisten William Van Den Broeck stirbt bei einer Flugzeugkatastrophe. Van Den Broeck kommt dahinter, dass sie den Ehemann von Kay Chandler, die dem US-Kongress angehört und kurz vor der Wiederwahl steht, begleitete. Van Den Broeck stellt weitere Nachforschungen an und stellt fest, dass seine Frau und der Mann eine Affäre hatten.
Chandler betrachtet die Nachforschungen von Van Den Broeck zuerst als eine Belästigung. Sie trifft ihn in einer Bar und weist ihn darauf hin, dass sie – anders als Van Den Broeck – im Mittelpunkt des Medieninteresses stehe. Van Den Broeck wundert sich, dass er als Polizist die Lügen der Menschen sofort erkenne, aber die Affäre seiner Ehefrau nicht merken konnte. In der Zeit der Ehe war er glücklich, sagt William. Nach dem Verlassen der Bar wird Chandler zufällig von einem politischen Anhänger fotografiert, sie macht sich Sorgen darüber, dass auch Van Den Broeck auf dem Foto zu sehen sei. Sie bringt ihn in ihrem Auto heim, im Auto küssen sich William und Kay plötzlich.
Die Tochter von Chandler, ein Teenager, fragt nach der Affäre ihres Vaters, die sie mitbekommen hatte. Später ruft Kay William an und erzählt seinem Anrufbeantworter über ihre Sorgen. Sie sagt, das Medieninteresse werde nachlassen, wenn sie nicht mehr für die nächste Legislaturperiode kandidiere. Kay und William treffen sich am Rande einer Wahlveranstaltung, sie täuschen vor den anderen Menschen vor, sie würden sich kaum kennen.
Später findet Kay an der Windschutzscheibe ihres Wagens eine Einladung Williams in seine Hütte in der Wildnis. Sie folgt der Einladung und verbringt mit William eine Liebesnacht. Am nächsten Tag fragt er, ob sie das vergangene Leben wieder haben wolle, wenn dies nur möglich wäre. Sie antwortet, dass sie ihre durch die Katastrophe beendete Ehe bereits abgeschrieben hätte. 
Die Medien erfahren über die Beziehung von William und Kay. Um dem Medieninteresse zu entgehen, verzichtet Chandler auf die erneute Kandidatur.

## Kritiken
TV Movie 26/1999 bezeichnete den Film als sehr sensibel, die Handlung als ungewöhnlich. Der Spiegel 51/1999 warf dem Film Pathos und Pseudoweisheiten vor, film-dienst 26/1999 die Merkmale aller nur denkbaren Soap-Opera-Klischees sowie Langatmigkeit. TV Today 26/1999 kritisierte die Darstellung der Schauspieler als hölzern. 
Michael Wilmington kritisierte in der Chicago Tribune das seiner Meinung nach schwache Drehbuch; Desson Thomson meinte in der Washington Post, der Film weise fast sämtliche Fehler auf, die man in Hollywood begehen könne. Susan Stark schrieb in den Detroit News, der Film strapaziere die Geduld der Zuschauer.